# Theraps lentiginosus
Theraps lentiginosus és una espècie de peix pertanyent a la família dels cíclids i a l'ordre dels perciformes.

## Descripció
El seu cos (pla i esvelt) fa 25 cm de llargària màxima i està perfectament adaptat per a nedar en corrents forts, ja que les seues aletes són arrodonides en tots dos sexes a fi de presentar una menor resistència a l'aigua i, a més, té un peduncle caudal molt llarg que li permet tindre molt d'impuls. Musell allargat i boca en posició inferior. Les femelles són de 5 a 7 cm més petites que els mascles. La coloració és molt semblant a la de Theraps coeruleus, però se'n distingeix per mostrar vermell a les aletes, tonalitats blaves i pot presentar o no taques verticals als flancs. Durant l'època reproductiva s'intensifiquen els contrastos entre el color blanc de fons i les seues taques.

## Reproducció
És una espècie molt emparentada amb Theraps coeruleus, per la qual cosa la seua reproducció (incloent-hi el ritual d'aparellament i la posta) és similar amb l'única excepció que T. lentiginosus no té tots els canvis de coloració que presenta aquella altra espècie.

## Alimentació
Es nodreix d'invertebrats i d'altres organismes (vegetals i/o animals) adherits a les pedres o roques del fons aquàtic.

## Paràsits
És parasitat per Posthodiplostomum, Crassicutis, Ascocotyle i Uvulifer.

## Hàbitat i distribució geogràfica
És un peix d'aigua dolça, bentopelàgic i de clima tropical (26 °C-30 °C), el qual viu a l'Amèrica Central: les aigües de corrent ràpid i d'alt contingut mineral de les conques dels rius Usumacinta i Grijalva al vessant atlàntic de Mèxic i Guatemala (El Petén).

## Observacions
És inofensiu per als humans, el seu índex de vulnerabilitat és baix (13 de 100) i posseeix un temperament poc agressiu amb una preferència per nedar en corrents molts forts (és per això que necessita aquaris llargs que tinguin aquesta característica per simular les condicions del seu hàbitat original). Si es vol reproduir en captivitat el biòtop on viu en estat salvatge, es pot acompanyar de Theraps irregularis, Thorichthys helleri i Eugerres mexicanus.